# Marquesado de Pons
El marquesado de Pons es un título nobiliario otorgado el 27 de septiembre de 1648 por el rey Felipe IV de España a favor de Dalmacio Luis de Queralt y Alagón, conde de Santa Coloma.
Dalmacio (Dalmau, en Catalán) Luis de Queralt y Alagón era hijo de Dalmau de Queralt y Codina , II conde de Santa Coloma, barón de Queralt y barón de Pons y de Juana de Alagón y Requesens, hija de Martín de Alagón, I marqués de Villasor y de Anna Elisabetta di Requesens, baronessa di San Giacomo.
Es tradicionalmente utilizado por los primogénitos del ducado de Montellano.

## Marqueses de Pons
|                        | Titular                                                 | Periodo                |
| Creación por Felipe IV | Creación por Felipe IV                                  | Creación por Felipe IV |
| ---------------------- | ------------------------------------------------------- | ---------------------- |
| I                      | Dalmau de Queralt y Alagón                              | 1648-1689              |
| II                     | Antonio Folch de Cardona y Borja                        | 1689-1694              |
| III                    | Vicente Felipe Folch de Cardona y Milá                  | 1694-1704              |
| IV                     | Josefa Folch de Cardona y Bellvís de Moncada            | 1704-1716              |
| V                      | Alonso Vicente de Solís y Folch de Cardona              | 1716-1780              |
| VI                     | Álvaro de Solís Wignacourt y Folch de Cardona           | 1780-1806              |
| VII                    | María Vicenta de la Soledad de Solís y Lasso de la Vega | 1806-1840              |
| VIII                   | María del Pilar Osorio y Gutiérrez de los Ríos          | ¿?-1921                |
| IX                     | Felipe Falcó y Osorio                                   | 1921-1931              |
| X                      | Manuel Falcó y Escandón                                 | 1931-1951              |
| XI                     | Felipe Falcó y Fernández de Córdoba                     | 1951-1962              |
| XII                    | Carla Pía Falcó y Medina                                | 1963-2010              |
| XIII                   | José Felipe Matossian y Falcó                           | 2010-actual titular    |

## Historia de los marqueses de Pons
- Dalmau de Queralt y Alagón (m. 1689), I marqués de Pons, III conde de Santa Coloma, I marqués de Albolote. Le sucedió su primo hermano:

- Antonio Folch de Cardona y Borja (Valencia, 12 de abril de 1623-Madrid, 16 de marzo de 1694), II marqués de Pons y I marqués de Castelnovo.[2]

Se casó con Teresa Milá. Le sucedió su hijo:
- Vicente Felipe Folch de Cardona y Milá (m. 1704), III marqués de Pons, II marqués de Castelnovo.

Se casó con Teresa Bellvís de Moncada. Le sucedió su hija:
- Josefa Folch de Cardona y Bellvís de Moncada (m. 1716), IV marquesa de Pons, III marquesa de Castelnovo.

Contrajo matrimonio con José Ignacio de Solís, III duque de Montellano. Le sucedió su hijo:
- Alonso Vicente de Solís y Folch de Cardona ((Madrid, 5 de noviembre de 1708-3 de agosto de 1780), V marqués de Pons, IV duque de Montellano, IV marqués de Castelnovo, teniente general,virrey de Navarra y caballero de la Orden del Toisón de Oro,[3] caballero de la Orden de Calatrava y de la de Orden de San Genaro, gentilhombre de cámara con ejercicio.[4]

Contrajo un primer matrimonio el 2 de enero de 1732 con María Manuela Centurión y Velasco (m. 19 de julio de 1733). Se casó en segundas nupcias el 10 de mayo de 1737 con María Augusta de Wignacourt Arenberg y Manrique de Lara, IV condesa de Frigiliana, duquesa de Aremberg, condesa de Lannoy, etc.  Le sucedió su hijo del segundo matrimonio:
- Álvaro de Solís Wignacourt y Folch de Cardona, VI marqués de Pons,[5] V duque de Montellano,[5] IV conde de Saldueña,[5] VI marqués de Castelnovo, adelantado de Yucatán, etc.[5]

Se casó con María Andrea Lasso de la Vega y Silva (2 de octubre de 1756-26 de mayo de 1788), fallecida antes que su padre,  X marquesa de Miranda de Anta, VII condesa de Puertollano, condesa de Montehermoso. Le sucedió de su hija:
- María Vicenta de la Soledad de Solís y Lasso de la Vega (2/4 de octubre de 1780-Tours, Francia, 1840),[6] VII marquesa de Pons,[5] IV duquesa de Arco en sucesión a su abuelo paterno,[5]  VI duquesa de Montellano,[5] V condesa de Saldueña,[5] VII marquesa de Castelnovo,[5] V condesa de Frigiliana,[5] XV vizcondesa de Altamira de Vivero[5] y XI marquesa de Miranda de Anta.[5]

Se casó en primeras nupcias con Carlos José Gutiérrez de los Ríos, I duque de Fernán Núñez, VI marqués de Castel-Moncayo, X marqués de Alameda, XII conde de Barajas, IV conde de Villanueva de las Achas, etc. Contrajo un segundo matrimonio el 18 de febrero de 1824 con Filibert de Mahy y Brauli (m. 8 de enero de 1881). Le sucedió su nieta:
- María del Pilar Osorio y Gutiérrez de los Ríos (Madrid, 10 de diciembre de 1829-Chateau de Dave, Namur, Bélgica, 1 de septiembre de 1921),[7] VIII marquesa de Pons,[8]  IX marquesa de Nules,[9] IX condesa de Saldueña,[9] III duquesa de Fernán Núñez,[9] VIII marquesa de Castel-Moncayo,[9] XIV condesa de Barajas,[9] XII marquesa de Alameda,[9] VI marquesa de Villanueva de las Achas,[9], XII condesa de Molina de Herrera,[9] VIII condesa de Cervellón,[9] VII marquesa de la Mina,[9] XI condesa de Pezuela de las Torres,[9] XIV condesa de Anna, etc.[9]  Hija de María Francisca de Asís Gutiérrez de los Ríos y Solís Wignancourt (1801-26 de febrero de 1838), fallecida antes que su madre,[9] II duquesa de Fernán Nuñez,[9] VII marquesa de Castel-Moncayo,[9] XII condesa de Barajas,[9] V condesa de Villanueva de las Achas,[9] y de su esposo Felipe Osorio y de la Cueva (m. 5 de febrero de 1859), V marqués de la Mina, VII conde de Cervellón,[9] conde de Aroca y XII conde de Elda.

Se casó el 14 de octubre de 1852 con Manuel Luis Pascual Falcó D'Adda y Valcárcel (n. Milán, 26 de febrero de 1838), XIV marqués de Almonacid de los Oteros, barón de Benifayó, V marqués del Arco y de Montellano. Le sucedió su hijo:
- Felipe Falcó y Osorio, (1839-1931), IX marqués de Pons,[11] VIII duque de Montellano,[11] IX marqués de Castel-Moncayo,[11] gentilhombre grande de España con ejercicio y servidumbre del rey Alfonso XIII.

Se casó con Carlota Maximiliana de Escandón y Barrón, dama de la reina Victoria Eugenia de Battenberg.  Le sucedió su hijo:
- Manuel Falcó y Escandón (1892-1975), X marqués de Pons,[11] IX duque de Montellano,[11] XI marqués de Castel-Moncayo, también gentilhombre grande de España con ejercicio y servidumbre del rey Alfonso XIII.

Se casó con Hilda Joaquina Fernández de Córdoba y Mariátegui (Madrid, 24 de abril de 1908-ibid., 1 de julio de 1998), también como su suegra dama de la reina Victoria Eugenia de Battenberg, III condesa de Santa Isabel, XIII marquesa de Mirabel y XII condesa de Berantevilla. Le sucedió su hijo:
- Felipe Falcó y Fernández de Córdoba (Madrid, 6 de abril de 1929-28 de abril de 1962), XI marqués de Pons.[13]

Se casó con María del Rocío de Medina y Liniers. Le sucedió su hija:
- Carla Pía Falcó y Medina (n. 21 de abril de 1957), XII marquesa de Pons,[13] X duquesa de Montellano[13] y IV condesa de Santa Isabel.[13]

Se casó con Jaime Matossian y Osorio. Cedió el título a su hijo:
- José Felipe Matossian y Falcó (n. Madrid, 11 de diciembre de 1982), XIII marqués de Pons.[13][14]